# OGLE-TR-10
OGLE-TR-10은 궁수자리에 있는, 겉보기 등급 14.93의 항성이다. 지구에서 보았을 때 이 별은 은하핵 근처의 하늘에 자리잡고 있다. 이 별은 태양과 비슷한 황색 왜성 또는 오렌지색 왜성으로 보인다. 이 별은 매우 어둡고 궁수자리 내 별이 밀집된 곳에 자리잡고 있기 때문에 이전 성표에는 기록된 적이 없다.
OGLE-TR-10이 중요한 이유는 이 항성의 표면을 통과하는 행성 OGLE-TR-10 b가 2002년 OGLE을 통해 발견되었기 때문이다.

## 같이 보기
- 광학 중력 렌즈 실험

## 참고 문헌
- Konacki;  외. (2005). “A Transiting Extrasolar Giant Planet around the Star OGLE-TR-10”. 《The Astrophysical Journal》 624: 372 – 377. doi:10.1086/429127.[깨진 링크(과거 내용 찾기)] (웹 인쇄본)